# 概括的唐宋時代觀
《概括的唐宋時代觀》為京都學派代表學者內藤湖南所著,主要針對「唐宋變革期」及宋代後「近世」的概念進行論述。內藤湖南於文中指出,平日我們習慣的「唐宋」一詞,實際上並無太多史學意義,因為兩朝的文化性質有本質上的不同,並將唐視為中世的結束,宋則為近世的開始。以下說明內藤湖南之時代分期方式,並由政治、經濟、文藝及音樂等面向，說明由唐至宋的轉變，這段從中世進入近世的歷史。

## 大區段分期
內藤湖南以大區段分期,將中國歷史分為由上古至秦漢的古代;由魏晉南北朝至隋唐的中世;由宋至清的近世;以及二十世紀以後的最近世。

## 政治層面
以政治來說，內藤湖南提出可以從權力的轉移來看人才選拔及官場生態的轉變。由唐代至宋代，政治體制從貴族政治轉為君主獨裁；權力由世家轉入君主手中。而這樣的轉變，除象徵貴族勢力的衰弱、君主地位的提昇，更連帶影響到官場人才的選用，最好的例子即是由六朝時期受家世影響居多的九品官人法，轉為隋唐時代人人公平應考的科舉制度。在應試內容上，從改帖括為經義、代詩賦以策論，也能看出考試重點從對背誦的強調轉為對實用的重視，官場的生態也從貴族結黨轉為理念上的結盟。

## 經濟層面
在經濟上，可以從稅制及貨幣兩方面來看。稅制部分，中唐以前，人民有如貴族的佃農，舉租庸調制為例，人民需納地租、服力役並上繳生產成果；中唐後則改為兩稅制，再到往後宋代改差役為顧役，都是漸進地讓人民脫離土地的束縛，往經濟自由前進。貨幣部分，唐代雖已有貨幣，但多數物品仍以娟布交換的方式貿易，宋代以後才開始貨幣的大量流通，且「銀」開始作為貨幣受到重視。

## 文藝層面
文藝方面，中唐以前重視先人留下的學說，且以「疏不破注」為原則，強調解釋但不改變過往學說；中唐以後，部分人士懷疑過去注疏，開始有人自立門戶、成一家之言。而文學的型態，也從對格式的強調，轉為重視真實的表達。藝術則由過去傳統重視色彩、意義的創作，轉為自由意志的抒發。「畫」本身更由貴族的用具轉為平民的享樂之用。
音樂部分，在宋代以前多用於祭祀，對形式的要求較高；宋代以後則漸趨通俗、平民化。

## 音樂層面
音樂部分，在宋代以前多用於祭祀，對形式的要求較高；宋代以後則漸趨通俗、平民化。